# さぬき市議会
さぬき議会（さぬきしぎかい）は、香川県さぬき市に設置されている地方議会である。

## 概要
- 定数：20人[1]
- 任期：4年
- 議長：髙嶋正朋(同志会)
- 副議長：鏡原光代(公明党議員会)

## 運営

### 会期
さぬき市議会の定例会は、毎年3月、6月、9月及び12月に召集され、その他にも必要に応じて臨時会が開催される。

## 会派
| 会派名               | 議席数 | 代表者                                                                                                 | 女性議員数 | 女性議員の比率(%) |
| -------------------- | ------ | --- | ---------- | ----------------- |
| 同志会               | 11     | 松原壯典、八木弘、髙嶋正朋、松岡裕明、多田泰宏、真部茂、中澤誠、森田浩之、谷木伸行、赤澤礼士、野﨑博史 | 0          | 0                 |
| 国民民主党と有志の会 | 3      | 中川睦彦、濱岡洋貴、細川裕生                                                                           | 0          | 0                 |
| 公明党議員会         | 2      | 鏡原光代、 江村信介                                                                                    | 1          | 50                |
| 無所属               | 4      | 間嶋三郎、中村聖二、多田雄平、朝田雪香                                                                 | 1          | 25                |
| 計                   | 20     | | 2          | 10                |

（2025年5月12日現在）

## 委員会

### 常任委員会
- 総務常任委員会 -（森田浩之）（野﨑博史）（八木　弘）（髙嶋正朋）（江村信介）（多田雄平）（中川睦彦）
- 建設経済常任委員会 -（谷木伸行）（細川裕生）（中村聖二）（真部　茂）（朝田雪香）（赤澤礼士）
- 教育民生常任委員会 -（中澤　誠）（濱岡洋貴）（間嶋三郎）（多田泰宏）（松原壯典）（鏡原光代）（松岡裕明）
- 議会運営委員会 -（多田泰宏）（赤澤礼士）（江村信介）（中澤　誠）（森田浩之）（中川睦彦）（谷木伸行）（濱岡洋貴）

#### 特別委員会
- 学校給食共同調理場施設整備特別委員会 -（真部　茂）（野﨑博史）（中村聖二）（多田雄平）（鏡原光代）（谷木伸行）（赤澤礼士）（細川裕生）
- 市民病院経営改善調査特別委員会 -（中川睦彦）（朝田雪香）（間嶋三郎）（鏡原光代）（松岡裕明）（森田浩之）（赤澤礼士）（野﨑博史）